# Stanko Bloudek
Stanko Bloudek (* 11. Februar 1890 in Idrija, Österreich-Ungarn; † 26. November 1959 in Ljubljana) war ein jugoslawischer Ingenieur, Flugpionier und Sportfunktionär.

## Leben

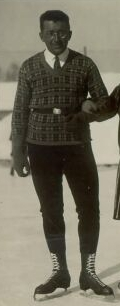
Stanko Bloudek als Eiskunstläufer (1920er Jahre)

Stanko Bloudek wurde am 11. Februar 1890 als Sohn eines tschechischstämmigen Bergbauingenieurs und einer slowenischen Mutter in der slowenischen Bergbaustadt Idrija geboren. Seine Jugend verbrachte er in Most (Brüx) in Böhmen, wohin sein Vater als Beamter der österreich-ungarischen Bergbauverwaltung versetzt worden war. Dort legte er 1908 das Abitur ab. Anschließend studierte Bloudek in Prag Maschinenbau.
Früh zeigte Bloudek Interesse an der Fliegerei. Schon als Oberschüler entwarf er erste Flugzeugmodelle. Neben seinem Studium war er als Flugpionier tätig. 1910 präsentierte er sein erstes Flugzeug, den Eindecker „Racek“ (Möwe). Ein Jahr später folgte mit dem Doppeldecker „Libela“ (Libelle) bereits der nächste Entwurf. Eine Zeitlang arbeitete er zudem mit dem bekannten Flugzeugbauer Igo Etrich zusammen. Im Ersten Weltkrieg war Stanko Bloudek bei den Ungarischen Flugzeugwerken in Budapest beschäftigt.
Nach Ende des Ersten Weltkriegs siedelte Bloudek in die Heimat seiner Mutter über, die nun zum neu entstandenen Jugoslawien gehörte. Auch dort betrieb er den Flugzeugbau weiter. 1922 konstruierte er das Sportflugzeug „Sraka“ (Elster). 1930 entwarf er den zweisitzigen Eindecker „Lojze“ – auch „Bloudek XV“ genannt –, der das bedeutendste von ihm gebaute Flugzeug wurde. Nach einem tödlichen Unfall gab Bloudek den Flugzeugbau auf und verlegte sich auf die Automobilentwicklung. Die von ihm gegründete Firma „Avtomontaža“ fertigte in den 1930er Jahren Autobusse und Personenkraftwagen, bei denen es sich größtenteils um Lizenzbauten ausländischer Modelle handelte.
Seit den 1920er Jahren betätigte sich Stanko Bloudek neben seiner beruflichen Tätigkeit als aktiver Sportler und Sportfunktionär. Als Eiskunstläufer gehörte er 1928 bei den Olympischen Winterspielen in Sankt Moritz der jugoslawischen Mannschaft an, trat im Wettbewerb allerdings nicht an. Nach Ende seiner aktiven Laufbahn begann Bloudek, sich beim Bau und Ausbau von Sportstätten zu engagieren. 1934 erfolgte nach seinen Plänen der Bau der weltweit ersten Skiflugschanze in Planica. Auf der Ebene der Sportverbände war er 1919 an der Gründung des jugoslawischen Olympischen Komitees beteiligt. 1948 wurde er schließlich Mitglied des IOC.
Stanko Bloudek starb am 26. November 1959 in Ljubljana.

## Würdigung
In der slowenischen Hauptstadt Ljubljana erinnert ein Denkmal an den „Vater des slowenischen Wintersports“. Zudem trägt der wichtigste slowenische Sportpreis seinen Namen.